# Diana DeGarmo

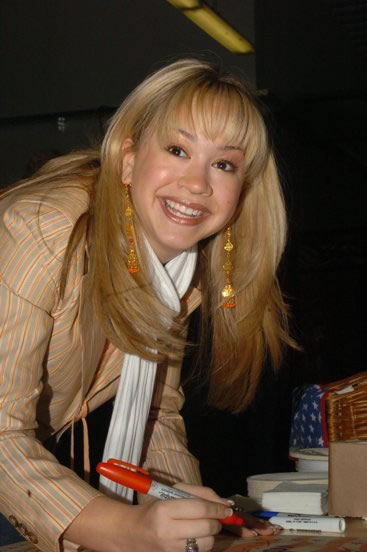
Diana DeGarmo

Diana Nicole DeGarmo (sinh 16 tháng 6 năm 1987 tại Birmingham, Alabama, Hoa Kỳ; nguyên quán tại Snellville, Georgia) là một ca sĩ và diễn viên nhạc kịch Broadway người Mỹ. Năm 16 tuổi, cô tham gia cuộc thi American Idol (Mùa 3) và giành ngôi á quân chung cuộc, đồng thời cô cũng là một trong những thí sinh trẻ nhất tham dự cuộc thi.